# Bizantski kastrum
Bizantski kastrum je ime za arheološki lokalitet na Velom Brijunu (Brijuni). Ime nije sasvim prikladno jer ovdje nije riječ o vojnom, već o civilnom naselju koji je tek djelomice služio u vojne svrhe. Kasnoantičko naselje opasano je debelim zidinama, osim s morske strane, gdje su mnogo slabije, a glavna, istočna, vrata bila su potpuno zaštićena. Unutar zidina razvilo se nakon V. stoljeća naselje izgrađeno od mnogo malih stambenih jedinica, koje nisu organski planirane i vjerojatno su adaptacija starije rimske gospodarske građevine, s tijeskovima i spremištima za ulje i vino. Propadanjem gospodarstva klasične rimske ladanjske vile ona se postupno preobrazila u niz manjih stambenih prostora, koji su se dolaskom novih stanovnika širili na okolni prostor sve dok cijelo područje u VI. stoljeću nije opasano zidinama. Umjesto nekadašnjih velikih tijesaka, stanovnici kasnoantičkih naselja rabili su za svoje potrebe male kućne tijeskove. Naselje je cvjetalo između 6. i 8. stoljeća, a zatim je vjerojatno postupno propadalo.
Veliku obrambenu građevinu u zaljevu Madona karakterizira i pravilan tlocrt. Ostatci građevina pronađeni unutar zidinama svjedoče o životu sve do 16. stoljeća. U blizini se nalaze ostaci trobrodne bazilika sv. Marije iz VI. stoljeća. U narteksu bazilike i oko nje nalazilo se ranokršćansko groblje monolitnih sarkofaga, kojih se ostaci nalaze na okolnim livadama. Veoma su rano benediktinci uz baziliku sagradili svoju opatiju čiji su građevni ostatci očuvani do danas. Napuštena je 1312. godine zbog kuge te je došlo do prvoga urušenja. Obnovljena je i pregrađena u XVI. stoljeću i bila u upotrebi do kraja 18. stoljeća. Iznad bazilike nalaze se ostatci crkvice sv. Petra iz VI. stoljeća. Četverokutna trokatna obrambena kula stambenog i obrambenog značaja potječe iz XIII. stoljeća, a zgrada kaštela i još jedna profana zgrada iz početka 16. stoljeća.

## Vanjske poveznice
- Brijuni, Bizantski astrum Hrvatska tehnička enciklopedija, portal hrvatske tehničke baštine. LZMK